# Anita (Schiff)
Die Anita ist eine klassische Segelyacht der 12 mR-Klasse. Sie wurde im Jahre 1938 nach der damals gültigen Vermessungsformel der „Third Rule“ aus Mahagoni (Tabasco) auf Stahlspanten auf der Werft Abeking & Rasmussen (A & R) in Lemwerder bei Bremen gebaut.
Zuvor hatte die Werft A & R im Jahre 1914 bereits den First-Rule-12er Skeaf VI und 1928 sechs Second-Rule-12er für US-amerikanische Kunden gebaut. Zusammen mit der Anita mit Segelnummer G 2 wurden von A & R die baugleiche Inga (G 1) sowie die Sphinx (G 4) gebaut. Ein vierter deutscher 12er, die Ashanti III (G 3), wurde von der Burmester Werft gebaut.

## Familie Rau
Auftraggeber und erster Eigner war der Lebensmittel-Industrielle Walter Rau. Das Schiff wurde nach dem Vornamen seiner Ehefrau getauft.
Nach der Segelsaison 1939, dem damaligen Höhepunkt der 12er-Szene, fanden wegen des Krieges keinerlei Regatten mehr statt. Die vier deutschen Zwölfer überstanden den Krieg aber unbeschadet.
Im Jahre 1951 erhielt die Anita einen Besanmast und wurde damit zu einer Yawl umgeriggt.

## Segelkameradschaft Ostsee e. V.
1962 erwarb die „Segelkameradschaft Ostsee e. V.“ die Anita von der Familie Rau.
In den folgenden fast fünf Jahrzehnten wurde sie intensiv als Regatta- und Fahrtenschiff verwendet. Ausgehend vom Liegeplatz zunächst Travemünde und später Laboe ging es neben den Touren in die Heimatreviere von Dänemark und Skandinavien immer wieder nach Polen, Russland, Estland, Holland, Belgien, England, Schottland, Irland, Spanien, Portugal, Azoren, Island, Grönland, zur Bäreninsel, nach Spitzbergen, Jan Mayen und mit Teilnahme an der „Operation Sail“ in New York 1992 auch in die USA.
Auf eine Antriebsmaschine wurde dabei noch verzichtet, es gab lediglich für die Stromversorgung einen 3,5-kW-Generator.
Durchschnittlich gut 7.000 Seemeilen pro Jahr, insgesamt 330.000 Seemeilen, wurden zurückgelegt. Sie errang dabei unzählige Preise.

## Freunde der SY Anita e. V.
Nach Teilnahme an der Weltmeisterschaft der klassischen 12mR-Yachten in der Flensburger Förde im Jahre 2008 stellten sich gravierende Schäden am gesamten Rumpf heraus. Da die zu erwartenden Kosten die Finanzmittel der renommierten Segelkameradschaft überstiegen, fiel die Anita satzungsgemäß an den „Segelclub Rheingau e. V.“ (SCR), aus dessen Reihen die Segelkameradschaft gegründet worden war.
Unter Federführung des SCR erfolgte die Gründung des Fördervereins der „Freunde der SY Anita e. V.“, der die Einwerbung der nötigen Finanzmittel übernahm. Rund 200.000 € wurden gespendet oder als günstige Darlehen gewährt. Zum Betrieb des Schiffes wurde eine gemeinnützige GmbH, die „SVR gGmbH“ gegründet.
Die Generalüberholung wurde 2011 bis 2012 durch die dänische Bootswerft Andersen in Gilleleje ausgeführt. Die Anita erhielt auch erstmals eine Antriebsmaschine (70 PS Yanmar).
Liegeplatz der Anita ist seitdem Kiel. Von dort aus werden in der Segelsaison wieder fast durchgehend Touren gesegelt und wird an Regatten teilgenommen. Neben den erfahrenen Skippern und Crewmitgliedern ist meistens auch noch Platz für neue oder weniger erfahrene Segler, insbesondere im Rahmen der Jugendarbeit. Auf dem Schiff sind 10 Kojen vorhanden, und Crews können bis zu 15 Personen umfassen.
Seit 2017 ist die Anita wieder, wie es für die 12mR-Klasse üblich ist und auch ursprünglich der Fall war, als Sloop getakelt.
Die Anita ist Mitgliedsschiff der „Sail Training Association Germany“ (STAG) und des „Freundeskreis Klassische Yachten“ (FKY). Sie nimmt regelmäßig am „Klassiker Rendezvous“ der Kieler Woche teil.